# Yacouba Coulibaly
Yacouba Coulibaly (Bobo-Dioulasso, 25 de octubre de 1994) es un futbolista burkinés que juega de defensa y actualmente está sin equipo. Es internacional con la selección de fútbol de Burkina Faso.

## Trayectoria
Se formó en el R. C. Bobo-Dioulasso, uno de los equipos potentes de su país natal. Tras destacar en Burkina Faso, con la que disputó la Copa Africana de Naciones, dio el salto al fútbol europeo para firmar con el Le Havre Athletic Club de la Ligue 2. En sus dos primeras temporadas en el equipo francés jugó 47 partidos en la segunda categoría francesa.
En el mercado de invierno de la temporada 2019-20 se marchó cedido al París Football Club de la misma categoría. 
En verano de 2020 regresó al Le Havre Athletic Club, donde disputó cuatro partidos con el equipo francés antes de rescindir su contrato.
El 8 de marzo de 2021 firmó por el F. C. Cartagena de la Segunda División de España hasta el final de la temporada, para cubrir la baja por lesión de Alberto de la Bella.

## Selección nacional
En 2015 hizo su debut con la selección de fútbol de Burkina Faso. En 2017 disputó la Copa Africana de Naciones con la que quedó en tercer lugar.

## Clubes
| Club                 | País         | Año       |
| -------------------- | ------------ | --------- |
| R. C. Bobo-Dioulasso | Burkina Faso | 2014-2017 |
| Le Havre A. C. "II"  | Francia      | 2017-2018 |
| Le Havre A. C.       | Francia      | 2018-2021 |
| Paris F. C. (cedido) | Francia      | 2020      |
| F. C. Cartagena      | España       | 2021      |